# Cathrine Marie Gielstrup
Catharine Marie Gielstrup, født Morell (3. marts 1755 i København—29. oktober 1792 sammesteds) var en dansk skuespillerinde. 